# 御幸橋 (八幡市)
御幸橋（ごこうばし）は、京都府八幡市において宇治川（淀川本流）と木津川に架かる、京都府道13号京都守口線（旧・国道1号、旧・京阪国道）の橋である。

## 概要
架橋地点は桂川・宇治川・木津川の三川合流部にほど近い場所で、宇治川に架かる「淀川御幸橋」（全長266m）と木津川に架かる「木津川御幸橋」（全長355m）の二橋を総称して御幸橋と呼称している。なお、桂川には御幸橋から北東へややずれて国道478号の天王山大橋が架かっている。
当橋との交点を起点に京都府道81号八幡宇治線と京都府道22号八幡木津線がそれぞれ上流側へ伸びている。当橋の下流側へは宇治川と木津川の合流部に設けられた約1.4kmの背割堤が伸び、桜の名所となっている。

## 歴史

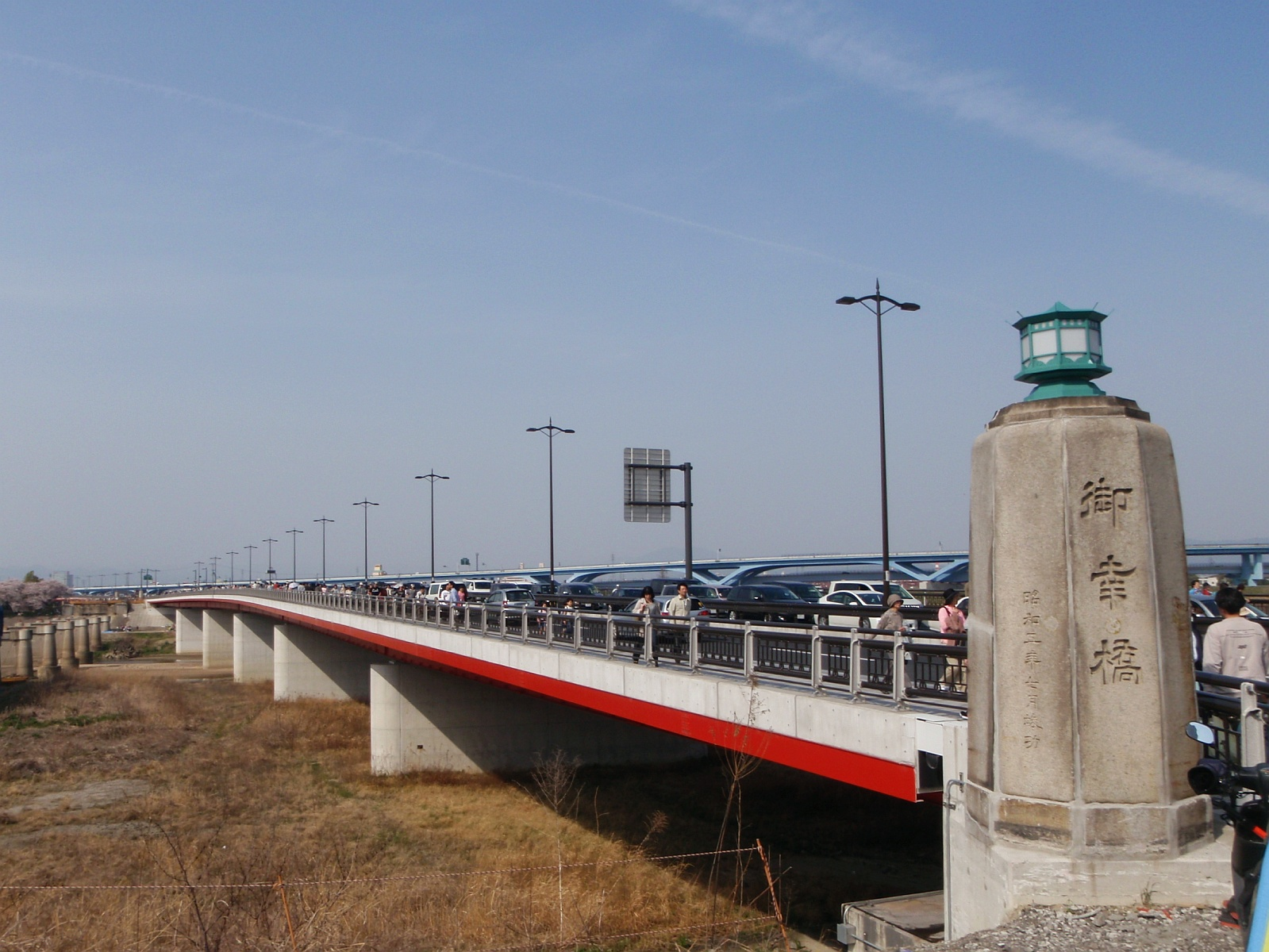
木津川御幸橋（南西側より撮影、左は解体中の旧橋）

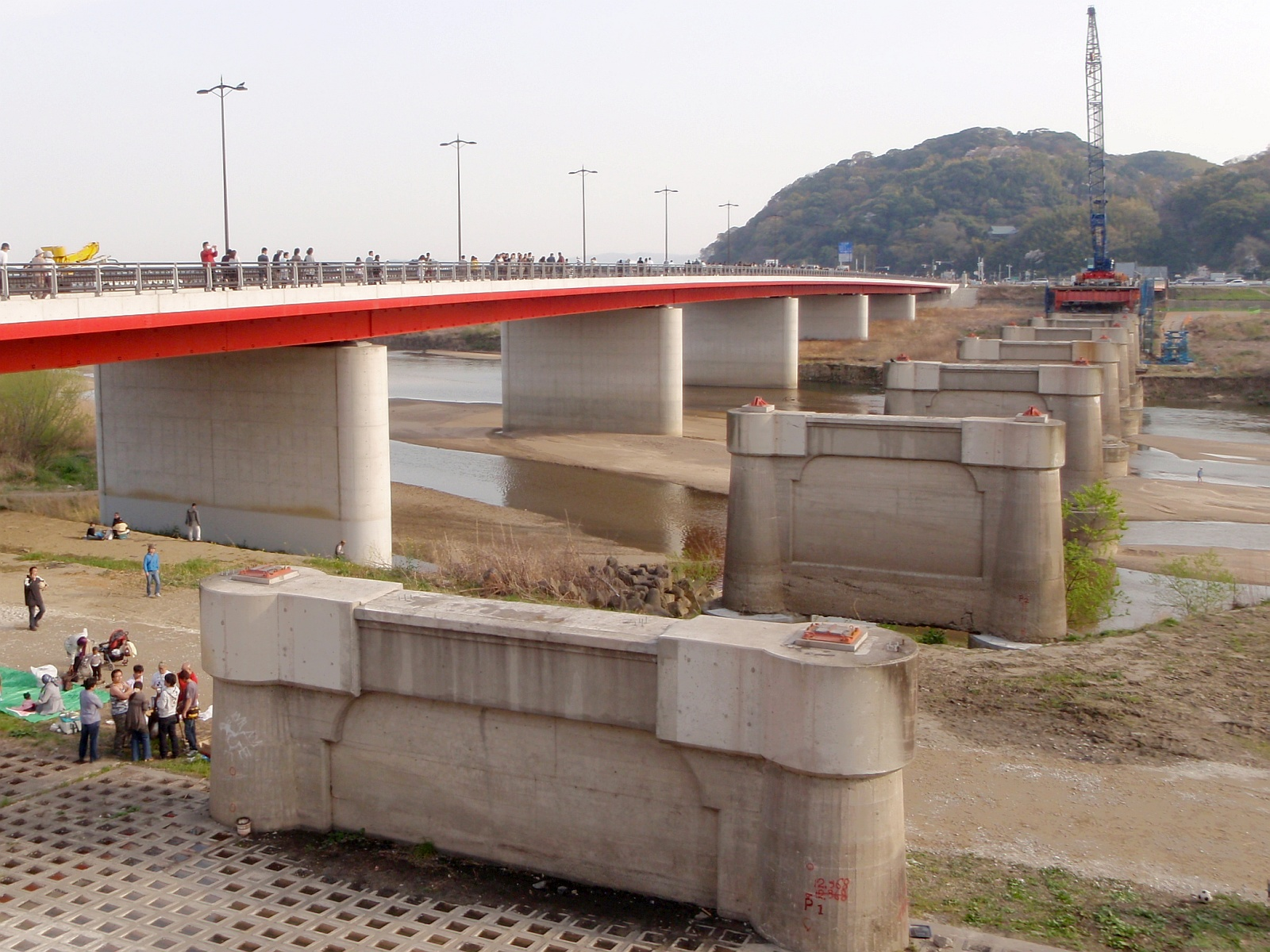
解体中の木津川御幸橋（2011年4月、北西側より撮影）

宇治川と木津川が現在の流路に付け替えられるまで、約2km北東に位置する淀において宇治川に淀小橋、木津川に淀大橋がいずれも京街道 (大坂街道)の橋として架かっていた。現在の流路に付け替えられた後、淀小橋・淀大橋が担ってきた役割を継承する橋が淀川御幸橋・木津川御幸橋である。
明治元年から同3年にかけて木津川が現在の流路に付け替えられた。現在の御幸橋付近に橋が架けられたのは1898年（明治31年）頃という記録が残っており、宇治川はまだ付け替え前であったため、この橋は木津川にのみ架かっていた橋と推定される。
1885年（明治18年）6月、7月に淀川大洪水が発生し、その後も1889年（明治22年）と1896年（明治29年）に水害が発生したため、1896年から1910年（明治43年）にかけて「淀川改良工事」が行われた。宇治川が現在の流路に付け替えられ、桂川の改修、連続堤防の修築などが行われ、現在の三川合流部が形成された。この淀川改良工事に伴い、1913年（大正2年）に初代御幸橋が開通した。
近代的な橋に架け替えられたのは1930年（昭和5年）7月である。橋長は淀川御幸橋が262m、木津川御幸橋が352mで、幅員は8m。橋の形式はゲルバー式の鋼桁橋であった。
1966年（昭和41年）3月の枚方バイパス供用開始に伴う府道降格（1971年）までは、国道1号としての役割を果たした。1930年に架けられた御幸橋は片側1車線であったほか、当初は歩道が設置されていなかったが、交通量の増大に伴い両側に幅2mの歩道（ガードレール付）が設置された。
現橋の御幸橋は3代目で、両側4車線の車道および両側に歩道が設置され、あわせた幅員は23mである。2代目御幸橋の老朽化と交通渋滞の悪化に伴い、旧橋の上流側に架け替えられた。淀川御幸橋（長さ266m）は京滋バイパス・国道478号の開通に間に合わせる形で2003年（平成15年）11月14日に供用を開始した。木津川御幸橋は南詰に設置された交差点付近における用地買収の遅れから、淀川御幸橋から7年遅れの2010年（平成22年）6月19日に供用を開始した。木津川御幸橋の総事業費は、取り付け道路の整備費用も含め約53億円である。
3代目淀川御幸橋の開通から3代目木津川御幸橋開通までは、中央の交差点が大きくカーブした形態がとられた。また、淀川御幸橋も南半分が車線規制された形が取られていたが、両橋の架け替え完了に伴い淀川御幸橋の車線規制も解除され、本来の機能を発揮している。また、南詰の交差点は橋梁が上流側へ架け替えられたこと伴い、丁字路から十字路の交差点に変更された。橋梁の色は赤が踏襲され、欄干・街路灯も景観に配慮したデザインのものが使用されたほか、旧橋で使用されていた親柱が現橋のたもとに移設され引き続き使用されている。
拡幅を伴う架け替え工事の完了により、朝夕ラッシュ時に発生していた御幸橋の渋滞が大きく緩和された。

### 年表
- 1913年 - 初代御幸橋開通[2]
- 1930年7月 - 2代目御幸橋開通
- 1971年6月 - 国道1号から主要地方道京都守口線（京都府道2号）へ降格
- 1975年 - 淀川御幸橋に歩道を設置[5]
- 1978年8月 - 木津川御幸橋に歩道を設置[5]
- 1994年4月 - 路線番号を13号に変更
- 2003年11月14日 - 3代目淀川御幸橋が開通
- 2010年6月19日 - 3代目木津川御幸橋が開通

## 近隣の施設

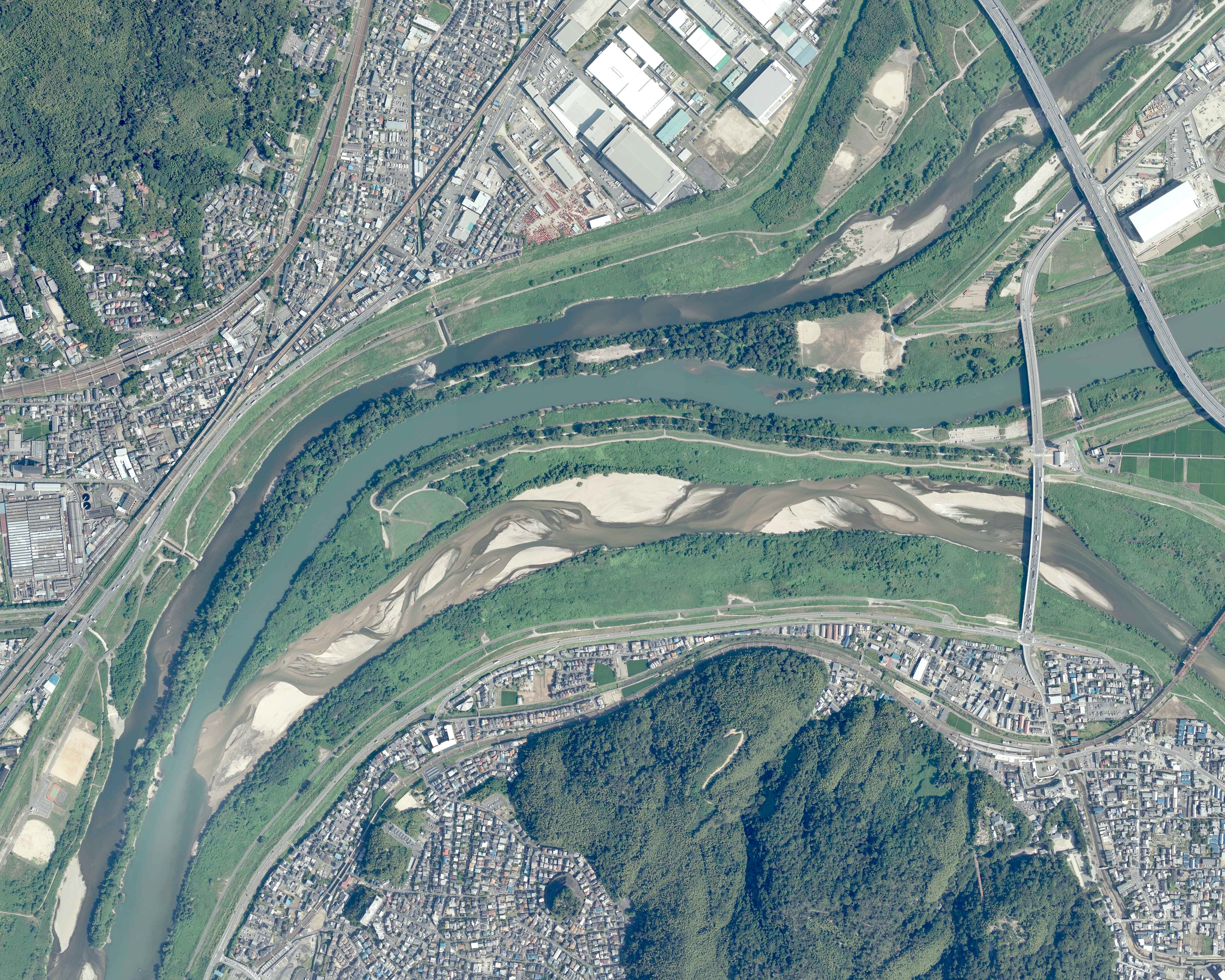
御幸橋（右端）と三川合流部

- 淀川河川公園 背割堤地区 - 橋の下流側に所在。上流側に高さ約25mの展望塔を備えた「さくらであい館」も所在。
- 京阪電気鉄道（京阪）京阪本線 石清水八幡宮駅 - 橋の南側に所在。